# Centro Acadêmico Armando de Salles Oliveira
O Centro Acadêmico Armando de Salles Oliveira (CAASO) é um centro acadêmico da Universidade de São Paulo em São Carlos, interior paulista.
Trata-se do órgão representativo de todos os alunos de graduação da USP em São Carlos. Foi fundado no dia 22 de abril de 1953 pela primeira turma de alunos da Escola de Engenharia de São Carlos (EESC), e recebeu esse nome em homenagem ao governador de São Paulo que criou a USP, Armando de Salles Oliveira.
O Centro Acadêmico conta com diversos grupos estudantis e culturais, como a Atlética CAASO, o Grupo de Som (GSom), a Gaperia (bateria do CAASO), o CineCAASO (cineclube do CAASO), o FoCA (Grupo de Fotografia do CAASO), o Coletivo de Mulheres, o Coletivo Nuances (de diversidade sexual), Grupo ACASO de Teatro, dança de salão, forró, capoeira, yoga, kung fu, entre outros.
Além disso, também se encarrega de organizar festas, shows, "palquinhos" (atividades abertas no teatro de arena do CAASO), eventos culturais, campanhas beneficentes e debates sobre temas diversificados. No espaço também se encontra a BiblioteCAASO, criada em 1954, possuindo um acervo com mais de 20 mil livros, além de HQs, mangás, revistas e filmes, material esse que é acessível a toda a comunidade e pode ser emprestado aos sócios do CAASO.
Sua organização se dá a partir de uma diretoria eleita anualmente. Além de ser responsável pelo funcionamento e manutenção da estrutura física do CAASO, tem o papel organizar o movimento estudantil do campus, desenvolvendo atividades políticas e culturais. As decisões que guiam a entidade são tomadas em espaços de discussão e deliberação da mesma, como reuniões, Conselhos de Secretarias Acadêmicas (CSAs), assembleias, et cetera, dos quais todo estudante pode participar.

## Colégio CAASO
As iniciativas em torno do Colégio CAASO começaram no ano de 1956, quando o Centro Acadêmico já possuía um cursinho próprio, onde os alunos do campus ministravam aulas em um dos blocos didáticos da USP. Fundado definitivamente em 1957, o Colégio se estruturou ao longo dos anos. O seu prédio foi construído em um terreno cedido pela USP e seu curso ficou marcado também pela utilização de material próprio, impresso na antiga gráfica do CAASO. Com o passar do tempo, passou também a oferecer um curso de Ensino Médio, sem fins lucrativos, visando oferecer um ensino de qualidade a preços acessíveis a uma grande parcela da comunidade são-carlense. O cursinho possuía um enfoque maior na preparação para o vestibular, sem deixar de proporcionar espaços de reflexão e abrir mão de preços baixos, mantendo o viés popular para o Colégio.
Além do Ensino Médio e Cursinho, o Colégio CAASO procurava oferecer novas opções para a população de São Carlos e os estudantes do campus. Em 2007, foi criado o Curso de Idiomas CAASO, que passou por uma reformulação geral em 2012 e visa, principalmente, o público universitário. Os cursos se davam abordando os aspectos culturais do aprendizado de um novo idioma. Outro oferecimento eram os Cursos de Extensão.
O Colégio ainda possibilitava que os próprios alunos possam ministrar matérias, cursos ou ajudar como monitores, desde que estivessem aptos e demonstrassem alinhamento com a proposta do Colégio. Em 2015, começou a estrutura o Grupo de Extensão do Colégio CAASO, um grupo que ajudava a diretoria do CAASO na administração do Colégio.
Durante a pandemia da COVID-19 o Colégio passou por diversas dificuldades administrativas agravando mais a complexidade da situação em que se encontrava. Em 2021, por conta de um acúmulo de dívidas com a União, que se estendiam por mais de 30 anos, o terreno do colégio foi leiloado. No ano seguinte, o prédio que abrigava o colégio foi demolido.

## História e Política
Ao longo dos anos, em nível regional, o centro acadêmico teve participação no movimento de redemocratização do Brasil, manifestando-se em momentos da história nacional, como o suicídio de Getúlio Vargas em 1954, a renúncia do presidente Jânio Quadros em 1961, o estado de sítio decretado pelo presidente João Goulart em 1963, o golpe militar depondo esse em 1964, entre outros episódios, exigindo respeito às leis e às liberdades democráticas. Em diversos momentos, os alunos decretaram greve reivindicando melhores condições de ensino, participação discente nos órgãos colegiados e fim da violência contra os estudantes.
Um livro detalhando a história e funcionamento desta entidade foi produzido pelas pesquisadoras Maria Cristina Hayashi e Mariangela Vicino com o nome de "Movimento Estudantil: História e Memória do Centro Acadêmico Armando Salles de Oliveira". A obra relata sobre o período de 1953 até 1990. Uma das autoras também realizou um episódio no Podcast do CAASO sobre sua história.

## Linha do Tempo Simplificada
Década de 50
1953 - Fundação do CAASO (22 de Abril): O CAASO é criado de maneira autônoma pelos estudantes alguns dias após a abertura da unidade da USP em São Carlos. A princípio, representava somente os estudantes das engenharias civil, mecânica e elétrica, os primeiros cursos da EESC. Todavia, com a criação de outros cursos e unidades, o Centro Acadêmico (CA) cresceu e se manteve como a entidade estudantil unificada dos estudantes da USP de São Carlos, tendo uma atuação fundamental na história do movimento estudantil são-carlense desde a sua fundação.
1954 - Campanha a favor do cumprimento da Constituição: CAASO convocou o povo e as forças armadas a lutar pela preservação da Carta Magna.
Década de 60
1961 - Greve pela posse de João Goulart: com a renúncia do então presidente Jânio Quadros, os militares e outros setores da sociedade se posicionaram contrários à posse do vice-presidente, João Goulart. Neste contexto, o CAASO entra em greve em agosto de 1961, reivindicando que a Constituição de 1946 fosse respeitada, e que João Goulart assumisse a presidência.
1963 - Manifesto “CAASO contra o golpe”: É realizada uma a Assembleia na qual os estudantes decidiram pela greve e escreveram um manifesto intitulado “CAASO contra o golpe”.
1964 - Greve contra o Golpe Militar: Os estudantes se reúnem em assembleia geral e decidem por entrar em greve. O CAASO é o primeiro Centro Acadêmico a entrar em greve, e o último a sair.
Restante de 1960 - Tentativas de extinguir os centros acadêmicos e diretórios estudantis, até a extinção das representações discentes nos órgãos administrativos das universidades, pelo Governo Militar.
Década de 70
Defesa do ensino público - o CAASO redige um documento contra o fortalecimento do ensino pago e pela defesa do ensino pública e gratuito.
1973 - Publicação do “Jornal Mural”: burlando a censura do Estado, o CAASO  publica no Jornal Mural diversas notícias que não poderiam ser divulgadas em algum outro jornal. Esse fato só foi possível devido o fato de o Centro Acadêmico possuir uma gráfica própria.
1974 - Participação ativa na refundação da UNE: o CAASO participa ativamente da reconstrução da UNE, sediando as principais reuniões da entidade, que, em razão da repressão do Estado, não podiam ser feitas em outros locais.
1975 - Greve exigindo bolsas alimentação: o campus São Carlos decide por greve estudantil, sendo esta vitoriosa, reivindicando 126 bolsas de alimentação que haviam sido suspensas pelo COSEAS (Coordenadoria de Assistência Social da USP), atual Superintendência de Assistência Social (SAS).
Década de 80
1985 - Participação ativa na luta pelas diretas: além das mobilizações pela constituinte, realizou-se uma campanha por eleições diretas para reitor da Universidade de São Paulo e por uma reforma universitária que melhorasse as condições de ensino e pesquisa.
1987 - Manifestações por mais verbas para a educação: ocorreram paralisações e protestos contra o reitor da USP e lutas por verbas para a educação.
Década de 90
Reorganização administrativa: nos anos 90, além das reivindicações já defendidas pelo CAASO nas décadas anteriores se manterem, ocorre a reorganização administrativa do Centro Acadêmico.
Anos 2000
2002, 2004 e 2007 - Greves por permanência estudantil: houve três grandes greves na USP, das quais, a de 2007 teve participação dos estudantes do CAASO. Além disso, a greve de 2007 conseguiu o Bloco E do Alojamento Estudantil no Campus de São Carlos.
Década de 2010
2011 - Assembleia com mais de mil pessoas pelo “Fora PM!”: Ocorre uma Assembleia Geral no CAASO se posicionando contra a presença da polícia militar dentro do campus universitário.
2012 e 2013 - Mobilizações pela autonomia estudantil: Fortalecendo a luta por sua autonomia, reivindicando a defesa do uso do espaço universitário para atividades estudantis e combatendo a liminar que restringe a realização de atividades estudantis dentro do campus, o CAASO realizou paralisações, greves e ocupou prédios da universidade como forma de manifestação.
Década de 2020
2021 - No dia 22/09 o terreno do Colégio CAASO foi leiloado devido dívidas acumuladas com a União.
2023 - Em meio a paralização de diversas unidades da USP contra a precarização de suas unidades, o CAASO adere a greve geral caracterizando a última unidade a participar. A paralização durou apenas o dia de 11/10 dada a negociação com a prefeitura do campus.

## Gestões do CAASO
- Gestão 2023-2024: CAASO Popular
  - Composta por independentes + UJC;
  - Eleição de chapa única.
- Gestão 2022-2023: CAASO Popular
  - Composta por independentes + UJC;
  - Eleição de chapa única.
- Gestão 2021-2022
- Gestão 2020-2021
- Gestão 2019-2020: Chapa Manifeste-se 
  - Composta por independentes + Levante Popular da Juventude;
  - Eleição de chapa única.
- Gestão 2018-2019: Mova-se
  - Composta por independentes + Levante Popular da Juventude;
  - Eleição de chapa única.
- Gestão 2017-2018: Gestão (R)Exista
  - Composta por independentes + Levante Popular da Juventude;
  - Houve duas chapas disputando, a segunda colocada foi Chapa Retomada do Coletivo Juntos! + UJC
- Gestão 2016-2017: Gestão R(E)xista
  - Composta por independentes + Levante Popular da Juventude;
  - Eleição de chapa única.
- Gestão 2015-2016: Gestão Diversa
  - Composta por independentes + Coletivo Juntos! + Levante Popular da Juventude;
  - Houve duas chapas disputando, a segunda colocada foi Chapa Ativa composta por um agrupamento de repúblicas.
- Gestão 2014-2015: Gestão Integração
  - Composta por independentes + Coletivo Juntos! + Levante Popular da Juventude;
  - Eleição de chapa única.
- Gestão 2013-2014: CAASO Em frente
  - Composta por independentes + Coletivo Juntos! (Juventude da corrente Movimento Esquerda Socialista do PSOL);
  - Houve duas chapas disputando, a segunda colocada foi Chapa Fora da Ordem do Levante Popular da Juventude.
- Gestão 2012-2013: Pelo CAASO – Mais Vale O Que Será
- Gestão 2011-2012: Maior
- Gestão 2010-2011: Aproximação
- Gestão 2009-2010: Amarela
- Gestão 2008-2009: Abre a roda
- Gestão 2007-2008: Zé da Luz
- Gestão 2006- 2007: Quebra Cabeça
- Gestão 2005-2006: Estamos Aí!
- Gestão 2004-2005: Nacanoua
- Gestão 2003-2004: CAASO para todos
- Gestão 2002-2003: Integração
- Gestão 2001-2002: Desafio
- Gestão 2000-2001: Respeitável Público
- Gestão 1999-2000: Zero à Esquerda
- Gestão 1998-1999 (Chapisco)
- Gestão 1997-1998 (Até que enfim)
- Gestão 1996-1997 (Continuidada)
- Gestão 1995-1996 (Atitude)
- Gestão 1994-1995
- Gestão 1993-1994
- Gestão 1992-1993 (Abertura)
- Gestão 1991-1992 (Armandão)
- Gestão 1990- 1991 (Começar de novo)
- Diretoria de Fundação (abril de 1953 – março de 1954)

## Secretarias Acadêmicas
O trabalho do CAASO se estende para os cursos do Campus através da atuação das Secretaria Acadêmicas. Essas funcionam como braços de organização e símbolo da autonomia estudantil, são elas:
- CCQ (Centro de Convivência da Química);
- CEFiSC (Centro de Estudos d Física de São Carlos);
- Pró Produção (Secretaria Acadêmica da Engenharia de Produção);
- SAAERO (Secretaria Acadêmica da Engenharia Aeronáutica);
- SAAU (Secretaria Acadêmica de Arquitetura e Urbanismo);
- SACEx (Secretaria Acadêmica da Licenciatura em Ciências Exatas);
- SACIM (Secretaria Acadêmica da Computação, Sistemas de Informação, Matemática e Estatística);
- SACivil (Secretaria Acadêmica da Engenharia Civil);
- SAdEM (Secretaria Acadêmica da Engenharia Mecatrônica);
- SAEComp (Secretaria Acadêmia da Engenharia de Computação);
- SAEMM (Secretaria Acadêmica da Engenharia de Materiais e Manufatura);
- SAMECA (Secretaria Acadêmica da Mecânica);
- SAPA (Secretaria Acadêmica Pró-Ambiental); e
- SA-SEL (Secretaria Acadêmica da Engenharia Elétrica).

## Grupos do CAASO
Os grupos do CAASO têm a função de suprir a comunidade universitária e são-carlense com atividades culturais e extensionistas, alguns são:
- Atlética CAASO. Esta atualmente é uma entidade separada do CAASO mas que carrega seu nome;
- Atividades do Salão Cultural CAASO;
- CAASO Cia de Dança;
- Capoeira Sankofa;
- CineCAASO (cineclube do CAASO);
- Coletivo de Mulheres do CAASO;
- Coletivo Nuances (de diversidade sexual);
- Coletivo Negro Sankofa;
- CAASO Idiomas (Curso de linguas do CAASO)
- FoCA (Grupo de Fotografia do CAASO);
- Cajuteria (bateria do CAASO), a antiga Gaperia;
- Grupo ACASO de Teatro;
- GSom (Grupo de Som); e
- PodCAASO (Podcast do CAASO).

### GAP
O GAP consiste em um Ex-Grupo do CAASO, expulso oficialmente pela Diretoria do CAASO em 2016 através de manifestação aprovada em um Conselho de Secretarias Acadêmicas. A expulsão implicou ao GAP a proibição do uso da imagem, logo e nome do CAASO além da venda de festas e utilização dos espaços do CAASO. Além do Coletivo de Mulheres, a SAPA (Secretaria Acadêmica Pró-Ambiental) e a SAAU (Secretaria Acadêmica de Arquitetura e Urbanismo) foram as entidades que mais pressionaram pela expulsão oficial do GAP.
A justificativa da expulsão do GAP se deu por diversos fatores ao longo da história, um dos mais famosos era o Miss Bixete que consistia em um evento de recepção dos calouros em que o grupo contratava mulheres para subir em um palco e se despir. Os veteranos do GAP incentivavam as bixetes a fazer o mesmo enquanto todos assistiam humilhação e a hiper sexualização das mulheres com o objetivo de se eleger a bixete que seria chamada de "Miss Bixete". O Miss Bixete mais icônico e lembrado foi de 2013 que ganhou repercussão nacional inclusive com matéria no Jornal Nacional  . O cartunista Latuff criou uma charge sobre o evento . Após 2013 não ocorreu mais o evento dentro do CAASO.
Até 2025, o grupo de bateria do CAASO se chamava Gaperia em referência ao GAP. Optou-se nesse ano trocar para o nome Cajuteria em visto as associações do nome anterior.